# 3326 Agafonikov
A 3326 Agafonikov (ideiglenes jelöléssel 1985 FL) a Naprendszer kisbolygóövében található aszteroida. Antonín Mrkos fedezte fel 1985. március 20-án.